# Salomeea (operă)
Salomeea (titlul original: Salome) este o operă într-un singur act de Richard Strauss, după un libret de Hedwig Lachmann (bazat pe drama omonimă a scriitorului Oscar Wilde).
Premiera operei a avut loc la „Hofoper” (azi „Semperoper”) din Dresda, în ziua de 9 decembrie 1905, sub bagheta dirijorului Ernst von Schuch. Opera necesită peste 100 muzicanți.
Durata operei: cca 90 minute.
Locul și perioada de desfășurare a acțiunii: palatul regelui Herodes Antipas (Irod Antipa) din Ierusalim, în prima jumătate a secolului I d.C.
Personajele principale:
- Herodes Antipas (Irod Antipa) (tenor)
- Herodias (Irodiada) (mezzo-soprană)
- Salome (Salomeea) (soprană)
- Jochanaan (Ioan Botezătorul) (bariton)
- Narraboth (tenor)

## Acțiunea operei
Salomeea a fost fiica lui Herodias (Irodiada), care i-a ucis soțul pentru a o mărita cu Herodes Antipas, stăpânul Iudeei. Copleșit de dorință pentru ea, Herodes Antipas îi cere să danseze pentru el seducătorul dans al celor șapte voaluri. Salomeea acceptă, cu condiția ca după dans să îi îndeplinească o dorință. În final, Salomeea îi cere lui Herodes Antipas eliberarea lui Jochanaan (Ioan Botezătorul), pentru care făcuse o adevărată obsesie. Herodes Antipas ordonă ca Jochanaan să fie executat, iar capul său însângerat să îi fie adus Salomeei pe un platou de argint. Când aceasta sărută buzele reci ale lui Jochanaan, Herodes Antipas, îngrozit, le ordonă gărzilor să o ucidă.